# Achlya
Achlya je rod sladkovodních oomycet. Je blízce příbuzný k rodu Saprolegnia. Onemocnění těmito dvěma skupinami jsou na první pohled velmi podobná a mohou být snadno vzájemně zaměněna, projevují se bílými až hnědými vatovitými porosty na povrchu těla postiženého organismu. Toto napadení může skončit až smrtí hostitele.

## Druhy
- Achlya ambisexualis
- Achlya americana
- Achlya conspicua
- Achlya klebsiana